# Comondú
Comondú község Mexikó Déli-Alsó-Kalifornia államának középső részén, az egész ország negyedik legnagyobb területű községe. 2010-ben lakossága kb. 71 000 fő volt, ebből mintegy 41 000-en laktak a községközpontban, Ciudad Constituciónban, a többi 30 000 lakos a község területén található 650 kisebb településen élt.

## Fekvése
Az igen nagy területű község a Kaliforniai-félsziget déli, de nem legdélebbi részén terül el. Északi és keleti részét az Óriások-hegysége foglalja el, amelynek legmagasabb csúcsai az 1000 métert közelítik, míg délnyugati felén partmenti síkságot találunk. A községközpont és a települések többsége is ezen a síkságon épült fel. Északnyugati csücskébe átnyúlik a Vizcaíno-sivatag is. A község területének 88%-át bozótos vidék fedi, a mezőgazdaság csak 8%-ot tud hasznosítani. A száraz éghajlat miatt állandó vízfolyás nincs is Comondúban, csak időszakos patakok.
Comondú községhez tartozik a szárazföldtől közel 300 km-re, a nyílt óceánban található, három nagyobb és több kisebb sziklából álló együttes, a Rocas Alijos is.

## Élővilág
A község növényvilága két fő típusra osztható. Az elsőbe a bozótos vidékek alacsony növényei (például a Pachycereus pringlei és a Myrtillocactus geometrizans nevű kaktuszok, fügekaktuszok, hordókaktuszok, a choya nevű kaktusz, a Fouquieria splendens és a Larrea tridentata nevű bokrok és a pitaja), a másikba a 15 métert meg nem haladó magasságú lombhullató fákból álló erdők fajai (például a Jatropha cinerea (lomboy) és a Bursera microphylla (torote)) tartoznak bele.
A sivatagos részeken bóbitás fürjek, nyulak és prérifarkasok a jellemző állatfajok, a növényekkel jobban benőtt területeken mosómedvék, rókák és vörös hiúzok is élnek. A hegyvidékeken előfordulnak szarvasok, kanadai vadjuhok és a mára nagyon megritkult pumák is.

## Népesség
A község lakóinak száma a közelmúltban sokáig csökkent, majd a folyamat megfordult, és a szám növekedésnek indult. A változásokat szemlélteti az alábbi táblázat:
| Év   | Lakosság |
| ---- | -------- |
| 1990 | 74 346   |
| 1995 | 66 096   |
| 2000 | 63 864   |
| 2005 | 63 830   |
| 2010 | 70 816   |

## Települései
A községben 2010-ben 650 lakott helyet tartottak nyilván, de nagy részük igen kicsi: 561 településen 10-nél is kevesebben éltek. A jelentősebb helységek:
| Település                           | Lakosság (2010) |
| ----------------------------------- | --------------- |
| Ciudad Constitución (községközpont) | 40 935          |
| Ciudad Insurgentes                  | 8741            |
| Puerto San Carlos                   | 5538            |
| Puerto Adolfo López Mateos          | 2212            |
| Villa Ignacio Zaragoza              | 1266            |
| Villa Morelos                       | 1153            |
| Benito Juárez                       | 900             |
| Santo Domingo                       | 689             |
| San Juanico                         | 647             |
| Ley Federal de Aguas Número Uno     | 505             |